# Combe (geslacht)
Combe is een kevergeslacht uit de familie van de boktorren (Cerambycidae). De wetenschappelijke naam van het geslacht werd voor het eerst geldig gepubliceerd in 1864 door Thomson.

## Soorten
Combe is monotypisch en omvat slechts de volgende soort:
- Combe brianus (White, 1858)